# Музика (картина Матісса)
«Музика» ( фр. La Musique) - картина французького художника Анрі Матісса, написана на замовлення колекціонера живопису С. І. Щукіна у 1910 році.

## Історія
У 1908 році московський купець, меценат і колекціонер живопису Сергій Іванович Щукін, який був добре знайомий з Матіссом, запропонував художнику виконати декоративні панно для прикраси сходів його особняка в Знам'янському провулку, алегорично зобразивши процеси музики і танцю  . Матісс надіслав ескізи з декількома варіантами роботи. В інтерв'ю 1909 року він пояснив, що, за його задумом, людині, що входить в будинок з вулиці, потрібно «повідомити почуття полегшення», тому для першого поверху художник вибрав сюжет з танцем. На другому поверсі, вважав він, був більш згідний сюжет зтими, що грають і слухають. Так з'явилися парні панно «Танець» і «Музика». У плани Матісса входило і написання третього полотна, «Купання» (або «Медитація»), на якому були б зображені відпочиваючі, проте будинок Щукіна був двоповерховим, і його замовлення передбачало створення тільки двох композицій, внаслідок чого «Купання» збереглося лише в начерках автора. Тема панно «Музика» була близька і Щукіну, при обговоренні замовлення писав, що у нього вдома часто виконують класичні твори, а в зимовий час регулярно даються концерти  .
Незадовго до відправки в Росію обидва панно були виставлені на паризькому «Осінньому салоні» 1910 року, викликавши грандіозний скандал епатуючою оголеністю персонажів і несподіванкою трактування образів  . У зв'язку з цим Щукін відмовився від них, але вже незабаром, після прибуття в Москву, змінив своє рішення. Терміновою телеграмою, надісланою Матіссу, він повідомив, що остаточно згоден придбати роботи, а потім підтвердив свої наміри листом «Пане, - писав колекціонер, - в дорозі (два дні і дві ночі) я багато розмірковував і засоромився своєї слабкості і нестачі сміливості. Не можна йти з поля бою, не спробувавши битися »  .
Примітно, що, незважаючи на свою згоду «битися», при отриманні картини Щукін попросив Матісса зафарбувати геніталії зображених на ній персонажів, які, зокрема, стали однією з причин скандалу на Осінньому Салоні. Цим проханням він спростував свої слова про рішення «піти наперекір нашим буржуазним поглядам і помістити на сходах свого будинку картину з оголеними»  . Щукін розумів, що для визнання художника московською публікою його власних переконань було недостатньо.
Обидві картини - «Танець» і «Музика» - благополучно прибули з Парижа в Москву на початку грудня 1910 року.

## Картина
Працюючи над чоловічими постатями при написанні картини, Матісс прагнув звести їх до елементарних форм  . Він усвідомлено позбавляв героїв індивідуальності, наділяючи їх майже ідентичними рисами обличчя і статурою, щоб зображене сприймалося глядачем як єдине ціле. Своїм головним завданням художник вважав досягнення колірної гармонії полотна з опорою на контраст : слідуючи поставленій меті, він пофарбував фігури персонажів в яскраво-червоний відтінок, збалансувавши його інтенсивними квітами синього неба і зеленої трави. Таким чином, Матісс зумів посилити виразність палітри за рахунок яскравості всього лише трьох кольорів - «небесної блакиті, рожевої свіжості тіл і зелені пагорба»  . Примітно, що чоловічі фігури спочатку були обведені чорним контуром, лише згодом заповненим фарбою. Фон в «Музиці», гранично спрощений художником, грає другорядну роль  .
Всього на полотні зображено п'ятеро персонажів, двоє з яких грають на музичних інструментах - скрипці і двуствольной сопілці, а решта співають. Поза музиканта-скрипаля була детально, точно відтворена Матіссом, оскільки той сам володів грою на скрипці. Всі люди на картині знаходяться в нерухомості, заціпенінні. Матісс свідомо виписав їх силуети пружними, гнучкими лініями, щоб надати полотну музичний ритм  .
Пошук композиційного рішення не давався автору картини легко: відомо, що Матісс неодноразово переписував сцену. Так, в початковій версії «Музики» біля ніг скрипаля перебувала собака. На думку ряду дослідників творчості художника, це було відлунням давньогрецького міфу про Орфея,  який зачаровує своєю грою на лірі і людей, і тварин  .
Сам Матіс не згадував про будь-яке трактування «Музики». Існує лише припущення про те, що зображені в правій частині полотна три фігури,які підігнули коліна , можуть уособлювати нотні знаки, а скрипаль символізує скрипковий ключ  . Інші мистецтвознавці вважають, що яскраво-червоний, зелений і синій відтінки композиції відповідно символізують три стихії - вогонь, землю і повітря  .
Написане як парне до «Танцю», панно «Музика» має ряд подібностей і відмінностей в порівнянні з ним. Полотна об'єднує схожість кольорових гам і кількість зображених фігур. Але, якщо на «Танці» зображені жіночі персонажі, то на «Музиці» - чоловічі. Герої «Танцю» динамічні, вони прагнуть вирватися за межі полотна, в той час як фігури в «Музиці» - статичні, спокійні і практично ізольовані один від одного, повністю занурені в музику  . «Танцем» править діонісійський початок, «Музикою» - аполлонічний  .